# Private branch exchange

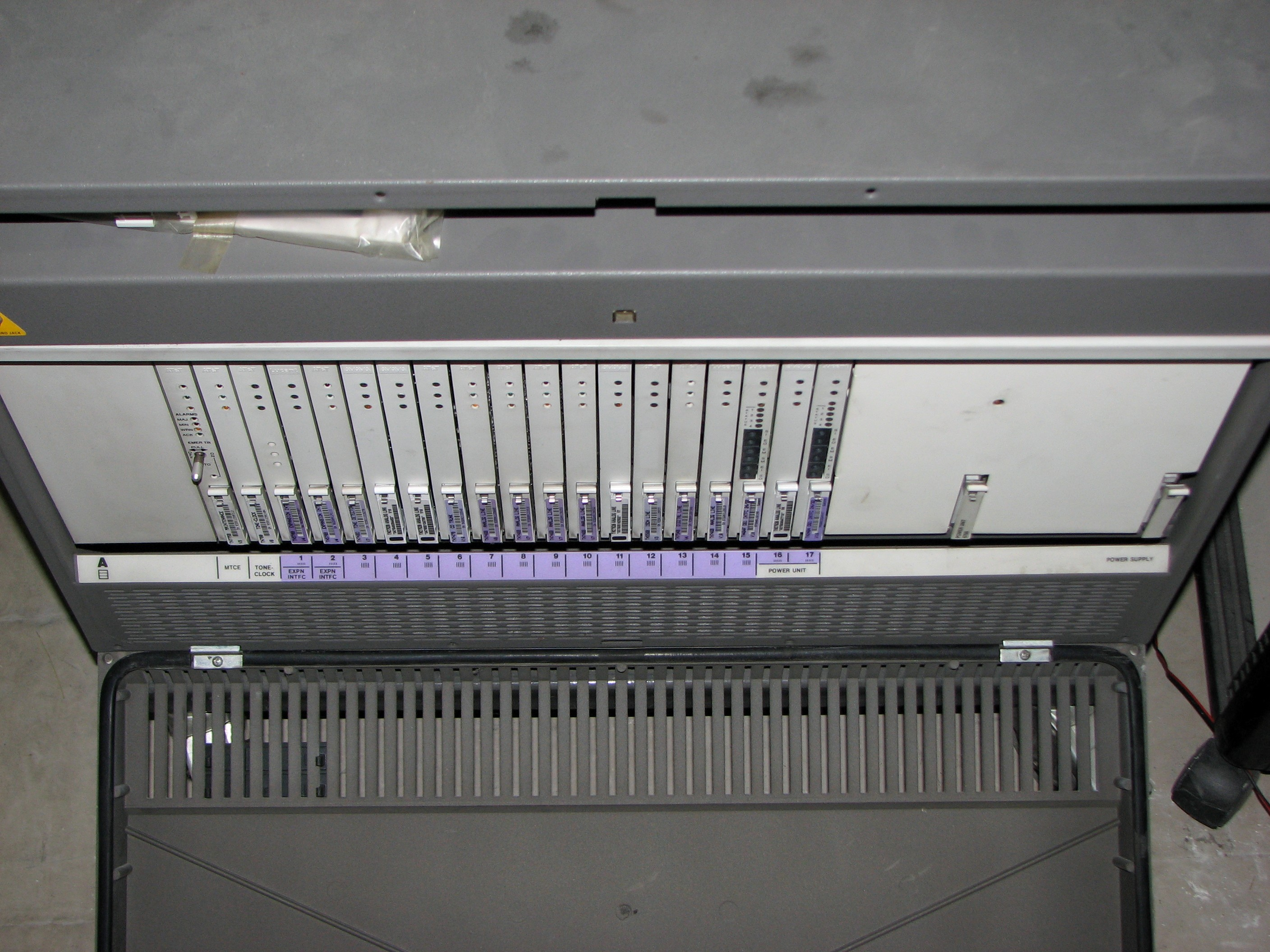
Un tipico PBX con il coperchio abbassato.

Un private branch exchange o PBX, nelle telecomunicazioni, è una centrale telefonica per uso privato, principalmente usata nelle aziende, enti, organizzazioni, per fornire una rete telefonica interna, tipicamente allacciandola alla rete telefonica generale esterna.
Il termine PABX (acronimo di Private Automatic Branch eXchange) indica una versione automatica di un PBX, ma oggi i due termini sono usati come sinonimi perché la maggior parte dei PBX in commercio sono completamente automatici.
Nel gergo il PABX è chiamato centralino (telefonico), sia per significare la borchia che, soprattutto, la consolle vera e propria.

## Vantaggi
Il vantaggio di avere un centralino telefonico aziendale è quello di poter risparmiare sul numero di canali di fonia da chiedere in affitto ad un provider del servizio telefonico anziché avere una linea dedicata per ciascun utente all'interno dell'azienda: infatti il numero di canali disponibili garantiti in uscita può essere dimensionato in base al traffico medio offerto dall'azienda e dunque in misura tale da soddisfare statisticamente le richieste di servizio. Ovviamente ciò è valido per aziende con un numero minimo di utenze telefoniche interne da servire che giustifichi il costo di investimento nell'infrastruttura di commutazione.
I PABX attuali sono apparecchiature informatiche a tutti gli effetti, configurabili e monitorabili attraverso un'applicazione dedicata oppure una sessione di rete via browser.

## Funzioni
Ogni centralino svolge, di base, questi 4 compiti
- instaura una connessione (circuito) fra gli apparati telefonici dei 2 utenti, mappando il numero chiamato in un telefono fisico, verificando che questo non sia impegnato;
- mantiene questa connessione per tutto il tempo necessario tramite un meccanismo di segnalazione;
- fornisce informazioni sulla durata e il costo della connessione unitamente a una serie di report sul servizio;
- facilita l'interconnessione con altri apparati di rete e la configurazione di servizi di interconnessione applicativa.

Quasi sempre i centralini sono associati a servizi multinumero in entrata oppure configurati perché vi sia un unico numero in entrata (cosiddetto "centralino") che abilita poi N numeri di utenza (cosiddetti "interni" con numerazione formata da un suffisso-variabile a seconda del singolo interno-da aggiungere a quello base del centralino), raggiungibili anche senza passare attraverso il centralino a seconda di come è stato configurato il sistema.
Oltre alle funzioni base, possono essere presenti svariate altre funzionalità che differenziano i prodotti dei vari produttori:
- Automatic Call Distribution (ACD);
- Blocco del telefono, possibilità di bloccare/sbloccare il telefono tramite un codice numerico;
- Chiamata vivavoce, possibilità di attivare il vivavoce sul telefono singolo o gruppi chiamato;
- Citofono, possibilità di interconnettersi al sistema citofonico per controllo accessi e apertura porte;
- Classi di servizio, tabelle di abilitazione o limitazione dei servizi associate ai telefoni interni;
- Codici commessa, codice numerico di identificazione per associare la chiamata uscente ad un particolare progetto/cliente;
- Computer Telephony Integration (CTI);
- Conferenza, possibilità di conversazione con più persone contemporaneamente;
- Deviazione chiamata, possibilità di deviare una chiamata in entrata in base a varie condizioni (identificativo chiamante, orario,..) su un altro interno, un gruppo, sulla casella vocale, su un numero esterno. Questa funzione risulta disponibile sia su sistemi operativi mobili (sia iOS che Android) che sulla linea fissa;
- Disa (Direct Inward Selection Access), possibilità di selezionare direttamente un interno o esterno;
- Documentazione traffico, possibilità di documentare il traffico in entrata ed uscita;
- Gruppi di risposta, suddivisione degli interni telefonici in gruppi che squillano contemporaneamente;
- Interactive Voice Response (IVR), sistema interattivo con menù vocali preregistrati selezionabili tramite tastiera che genera toni DTMF;
- Inclusione, possibilità di inserirsi nel flusso audio di una conversazione in corso;
- Least Cost Routing, possibilità di instradare il traffico in uscita su vari gestori/linee;
- Musica d'attesa;
- Messaggi su display del telefono digitale;
- Non Disturbare;
- Parcheggio linee, possibilità di mettere in attesa una o più linee;
- Prenotazione di un interno o linea esterna occupati, quando sarà libero il telefono avviserà;
- Risponditore automatico;
- Risposta per assente, possibilità di rispondere alla chiamata in arrivo su un altro interno;
- Registrazione delle conversazioni;
- Restrizione chiamate, possibilità di interdire la composizione di particolari numeri esterni;
- Selezione diretta ad un tasto;
- Servizio Giorno/Notte, variazione della modalità di ingresso delle chiamate esterne sulla base dell'orario;
- Selezione abbreviata, possibilità di memorizzare codici a 2, 3 o 4 cifre per accelerare la selezione;
- Sveglia, possibilità di Impostazione di un orario in cui il telefono squillerà;
- Seguimi/follow me, deviazione delle chiamate su un particolare telefono;
- Selezione passante, su linee ISDN con almeno 3 Accessi Base ISDN (BRI) o un Accesso Primario (PRI) possibilità di raggiungere un interno digitando dall'esterno il numero composto da una radice (GNR) a 4 o 5 cifre seguito dal numero dell'interno desiderato;
- Segreteria telefonica unificata;
- Trasferta con/senza offerta, trasferimento di una linea in attesa con/senza avviso dell'operazione e con/senza consenso del chiamato;
- Visualizzazione chiamante (caller ID), visualizzazione del numero/nome dell'utente chiamante;

## Dimensionamento
Il dimensionamento del sistema, ovvero il numero di canali di fonia in uscita in funzione della probabilità di blocco e del traffico medio, può essere fatto attraverso l'utilizzo della Formula di Erlang B.

## Centralino virtuale
Oltre al centralino di tipo hardware esistono soluzioni di centralino virtuale, erogato dal fornitore in modo SaaS e tipicamentente (anche se non obbligatoriamente) via cloud. Questa tipologia di centralino telefonico, rispetto a quella VoIP on premise, permette di evitare l'installazione di apparati fisici PABX, digitalizzando completamente l'infrastruttura.